# Balogh István (grafikus, 1924–2016)
Balogh István (Csíkbánkfalva, Románia, 1924. november 21. – Budapest, 2016. június 3. kétszeres Munkácsy Mihály-díjas grafikus, plakáttervező, kifejezetten az alkalmazott grafika területén működik nagy sikerrel, a Széchenyi Irodalmi és Művészeti Akadémia rendes tagja (1993).

## Életpályája
1947-48: Felsőfokú tanulmányokat a Magyar Iparművészeti Főiskolán folytatott (1947–48), mestere Köpeczi Bócz István. 1949–52-ben a Magyar Képzőművészeti Főiskolára járt, ahol Kádár György volt a mestere. Korán bekapcsolódott a művészeti közéletbe, lektorátusi zsűrikeret tagja, majd a Magyar Képzőművészek és Iparművészek Szövetsége alkalmazott grafikai szakosztályának titkára. A Képző- és Iparművészeti Gimnáziumban (1965–70), majd a Magyar Iparművészeti Főiskolán tanított 1995-ig.
Tagja volt a Papp-csoportnak (1963–83), e csoport éves kiállításain rendszeresen szerepelt grafikáival. A MOKÉP-nek film-, a Hungexpónak kiállítási plakátokat tervezett. A Hungarian Foreign Trade és a Hungarian Travel Magazine lapoknál Balogh István felelt a grafikai megjelenésért. A magyar filmplakátok megújulása, frissessége az ő nevéhez is köthető. Különösen az olasz és francia neorealista filmeknek teremtett jó propagandát pop-art stílusú, fanyar, groteszk rajzaival, montázstechnikával készült grafikáival. Idegenforgalmi, kereskedelmi reklámjaiban alkalmazott elvontabb, síkszerű képi tartalmakat. Az állami ünnepekre készült plakátjait is festői látványossággal fogalmazta meg. Az 1980-as években készült filmplakátjaival a plakátművészet festői irányzatát erősítette. Mint grafikus jeles rajzfilmek készítéséből is kivette részét, köztük Vízipók-csodapók című magyar mesefilm.

## Csoportos kiállítások (válogatás)[3]
- 1953, 1958 • Országos plakátkiállítások, Ernst Múzeum, Budapest
- 1961, 1966, 1972 • Műcsarnok
- 1975 • Jubileumi plakátkiállítás, Szépművészeti Múzeum, Budapest
- 1960 • Magyar Plakát-Történeti Kiállítás, Műcsarnok, Budapest
- 1974 • Csehszlovák, lengyel, magyar filmplakátok kiállítása, Petőfi Irodalmi Múzeum, Budapest
- 1975 • Nemzetközi antifasiszta plakátkiállítás, Magyar Nemzeti Galéria, Budapest • 100 politikai plakát, Szépművészeti Múzeum, Budapest
- 1978, 1984 • Országos Alkalmazott/Tervező Grafikai Biennálé, Békéscsaba
- 1978, 1984 • Nemzetközi Plakátbiennálé, Varsó
- 1986 • 100 + 1 éves a magyar plakát. A magyar plakátművészet története 1885-1986, Műcsarnok, Budapest
- 1995 • Plakát Parnasszus I., Szt. Korona Galéria, Székesfehérvár.

## Művei közgyűjteményekben (válogatás)
- MAHIR Archívum, Budapest;
- Magyar Nemzeti Galéria, Budapest;
- Munkácsy Mihály Múzeum, Békéscsaba;
- Országos Széchényi Könyvtár, Budapest.

## Díjak, elismerések
- Derkovits-ösztöndíj (1955);
- Munkácsy Mihály-díj (1962, 1967);
- Érdemes művész (1973);
- Kiváló művész (1980);
- Az év legjobb plakátja verseny fődíja (1975, 1979, 1982, 1983), nívódíja (1959, 1961, 1964, 1965, 1966, 1967, 1970, 1972).
- A Magyar Köztársasági Érdemrend tisztikeresztje (2010)